# 柏原ヤス
柏原 ヤス（かしわばら やす、1917年〈大正6年〉1月10日 - 2006年〈平成18年〉11月10日）は、日本の政治家。
参議院議員（4期）、公明党副書記長、公明党婦人局長などを歴任した。

## 経歴
1956年7月8日、第4回参議院議員通常選挙に東京地方区から創価学会系無所属で立候補するも、落選する。
1959年6月2日、第5回参議院議員通常選挙に東京地方区から立候補し、初当選を果たす。第7回参議院議員通常選挙より全国区に移り、以降、参議院議員として通算4期を連続で務めることとなる。
公明政治連盟への所属を経て、1964年11月17日、公明党の結党に参加。公明党副書記長に就任する。
1967年、公明党委員長の竹入義勝の下で公明党婦人局長に就任し、以降16年に渡って在任する。
1983年の第13回参議院議員通常選挙には立候補せず、政界を引退する。1984年、公明党の役員人事で婦人局長を退任した。
1987年、春の叙勲で勲二等宝冠章を受章する。
2006年11月10日、肝不全により死去。享年89。

## 人物
- 公立学校の教科書無償配布に尽力した[1]。
- 創価学会で初代婦人部長を務める。
- 創価学会名誉会長池田大作の小説『人間革命』『新・人間革命』の登場人物「清原かつ」のモデルとされている。

## 役職歴

### 公明党
- 公明党婦人局長
- 公明党副書記長